# Campionato del mondo di calcio da tavolo 2000
Il Campionato del mondo di calcio da tavolo 2000 si tenne a Vienna.

## Medagliere
| Pos. | Paese       | Oro | Argento | Bronzo | Totale |
| ---- | ----------- | --- | ------- | ------ | ------ |
| 1    | Belgio      | 5   | 1       | 4      | 10     |
| 2    | Portogallo  | 2   | 2       | 0      | 4      |
| 3    | Francia     | 1   | 3       | 6      | 10     |
| 4    | Italia      | 1   | 3       | 1      | 5      |
| 5    | Austria     | 1   | 0       | 5      | 6      |
| 6    | Germania    | 0   | 1       | 0      | 1      |
| 7    | Grecia      | 0   | 0       | 1      | 1      |
| -    | Paesi Bassi | 0   | 0       | 1      | 1      |

## Categoria Open

### Risultati
Prima fase a gironi ed Eliminazione Diretta
- Individuale

| Oro     | Massimo Bolognino                | Italia        |
| Argento | Stefano De Francesco             | Italia        |
| Bronzo  | Giancarlo Giulianini Gil Delogne | Italia Belgio |

Prima fase a gironi ed Eliminazione Diretta
- Squadre

| Oro     | Belgio David Ruelle, Antonio Mettivieri, Alain Hanotiaux, Gil Delogne   | Belgio         |
| Argento | Portogallo Filipe Maia, Hugo Carvalho, Norberto Miguel, Vasco Guimaraes | Portogallo     |
| Bronzo  | Francia ..., ..., ..., ... Grecia ..., ..., ..., ...                    | Francia Grecia |

## Categoria Under19

### Risultati
Prima fase a gironi ed Eliminazione Diretta
- Individuale

| Oro     | Nicolas Wlodarczyk          | Francia        |
| Argento | Jean-Guillaume Einsle       | Francia        |
| Bronzo  | Rémi Soret Mickaël Casciano | Francia Belgio |

Prima fase a gironi ed Eliminazione Diretta
- Squadre

| Oro     | Portogallo Vitor Lopes, João Pereira, Tiago Sousa, Nelson Fonseca                           | Portogallo     |
| Argento | Francia Jean-Guillaume Einsle, Rémi Soret, Cédric Garnier, Nicolas Wlodarczyk, Julien Quere | Francia        |
| Bronzo  | Belgio ..., ..., ..., ... Austria ..., ..., ..., ...                                        | Belgio Austria |

## Categoria Under15

### Risultati
Prima fase a gironi ed Eliminazione Diretta
- Individuale

| Oro     | Simao Fonseca                  | Portogallo     |
| Argento | Bruno Magalhães                | Portogallo     |
| Bronzo  | Irene Lincquercq Ahmed Choukri | Francia Belgio |

Prima fase a gironi ed Eliminazione Diretta
- Squadre

| Oro     | Belgio Ahmed Choukri, Benoit Lagneau, Benoît Heunders, Christophe Dheur | Belgio   |
| Argento | Germania Leif Banscherus, Ramadan Omer, Peter Latka                     | Germania |
| Bronzo  | Austria ..., ..., ..., ...                                              | Austria  |

## Categoria Veterans

### Risultati
Prima fase a gironi ed Eliminazione Diretta
- Individuale

| Oro     | Horst Deimel             | Austria             |
| Argento | Massimo Conti            | Italia              |
| Bronzo  | Gerhard Ecker Renè Bolte | Austria Paesi Bassi |

Prima fase a gironi ed Eliminazione Diretta
- Squadre

| Oro     | Belgio Jos Ceulemans, Steve Grégoire, Christian Piron, Fabrice Mazzaglia    | Belgio          |
| Argento | Italia Massimo Conti, Francesco Ranieri, Enrico Tecchiati, Fabrizio Sonnino | Italia          |
| Bronzo  | Francia ..., ..., ..., ... Austria ..., ..., ..., ...                       | Francia Austria |

## Categoria Femminile

### Risultati
Prima fase a gironi ed Eliminazione Diretta
- Individuale

| Oro     | Delphine Dieudonné                | Belgio  |
| Argento | Cynthia Bouchez                   | Belgio  |
| Bronzo  | Stéphanie Garnier Francoise Guyot | Francia |

Prima fase a gironi ed Eliminazione Diretta
- Squadre

| Oro     | Belgio Delphine Dieudonné, Jessica Hardenne, Cynthia Bouchez, Virginie Campione | Belgio  |
| Argento | Francia Irène Lincquercq, Francoise Guyot, Stéphanie Garnier, Claire Lesage     | Francia |
| Bronzo  | Austria ..., ..., ..., ...                                                      | Austria |